# Шанхай (группа)
Шанха́й — советская рок-группа. Основана в 1988 году экс-участником группы «Машина времени» Евгением Маргулисом после развала предыдущей группы музыканта — «Наутилус». Новый проект канул в лету через год, однако после себя оставил легендарный «Шанхай-блюз» и ещё несколько популярных песен: «Письма», «Дороги наши разошлись» и «До свиданья, друг».
Сохранилось некоторое количество студийных записей, которые бережно оцифрованы и есть на просторах «всемирной паутины», но официально их не выпускали.

## Состав группы
- Евгений Маргулис — вокал, бас, автор песен
- Дмитрий Рыбаков — гитара
- Сергей Гусев — гитара
- Анатолий Бельчиков — ударные

## Дискография
- 1989 — Шанхай
- 1995 — До свидания, друг!